# Midori Matsushima

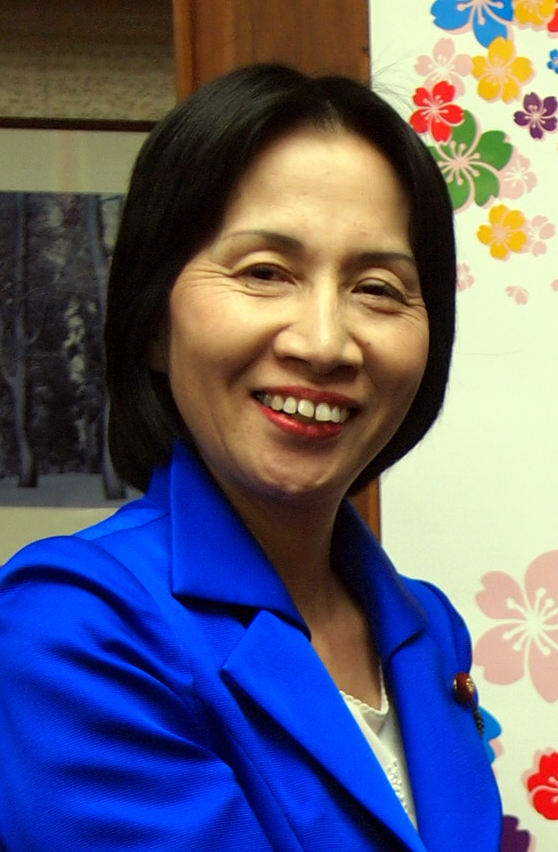
Midori Matsushima

Midori Matsushima (jap. 松島 みどり Matsushima Midori; * 15. Juli 1956 in Toyonaka, Präfektur Osaka) ist eine japanische Politikerin der Liberaldemokratischen Partei (zuletzt Abe-Faktion) und Abgeordnete im Shūgiin für den 14. Wahlkreis der Präfektur Tokio. 2014 war sie für kurze Zeit Justizministerin.
Matsushima studierte an der wirtschaftswissenschaftlichen Fakultät der Universität Tokio und arbeitete anschließend 15 Jahre lang als Journalistin für die Asahi Shimbun, vor allem in den Redaktionen für Wirtschaft und Politik. 1995 verließ sie die Zeitung, um sich der Politik zuzuwenden.
Bei der Shūgiin-Wahl 1996, der ersten nach der Einführung der Einmandatswahlkreise und des Grabenwahlsystems, kandidierte sie für die LDP im neuen Wahlkreis Tokio 14, unterlag aber Taichirō Nishikawa (NFP), der später zur Konservativen Partei gehörte, die in Koalition mit der LDP regierte. Bei der Wahl 2000 kandidierte sie nur im Verhältniswahlblock Tokio, wo die Liste der LDP damals von gesetzten Kandidaten ohne gleichzeitige Kandidatur in einem Wahlkreis angeführt wurde, und war auf Platz 1 sicher gewählt. Bei der Shūgiin-Wahl 2003 nominierte die LDP trotz Koalition mit der (inzwischen: „Neuen“) Konservativen Partei Matsushima als Kandidatin im Wahlkreis Tokio 14, und sie setzte sich knapp gegen den Demokraten Kazuo Inoue, den auf Platz drei abgeschlagenen Nishikawa und einen Kommunisten durch. 2005 verteidigte sie den Sitz klar mit absoluter Mehrheit.
2006 wurde Matsushima für das erste Kabinett von Shinzō Abe (Machimura-Faktion) parlamentarische Staatssekretärin (daijinseimukan) im Außenministerium, anschließend war sie von 2007 bis 2008 (Kabinettsumbildung Abe und Kabinett Fukuda) „Vizeministerin“ (fukudaijin) im Land- und Verkehrsministerium. Bei der Shūgiin-Wahl 2009 verlor sie ihren Wahlkreis an den Demokraten Taketsuka Kimura und verfehlte auch die Wahl im Block Tokio, wo sie sich mit allen Doppelkandidaten den Listenplatz 1 teilte und bei fünf Verhältniswahlsitzen für die LDP mit einer sekihairitsu von 84,6 % nur die sechstbeste Wahlkreisverliererin war.
Bei der demokratischen Erdrutschniederlage in der Shūgiin-Wahl 2012 setzte sie sich gegen eine zersplittertes Kandidatenfeld – Kimura war der Zukunftspartei beigetreten, die Nippon Ishin no Kai nominierte einen Kandidaten und die Demokraten stellten Tadashi Inuzuka (bis 2010 Abgeordneter im Sangiin für die Präfektur Nagasaki) im Wahlkreis 14 auf – trotz nur leicht gestiegenem Stimmenanteil und gesunkener absoluter Stimmenzahl klar durch. Sie war bis 2013 Vorsitzende des Shūgiin-Sonderausschusses für Jugendfragen (seishōnen mondai ni kan suru tokubetsu iinkai). Im September 2013 wurde sie für das zweite Kabinett Abe „Vizeministerin“ im Wirtschafts- und Industrieministerium. Bei den Wahlen 2014 bis 2021 verteidigte sie ihr Mandat mit jeweils über 40 % der Stimmen, 2024 mit nur noch 36 % gegen abermals zersplitterte Opposition.
Bei der Umbildung seines zweiten Kabinetts im September 2014 berief Abe sie zur Justizministerin, sie trat aber schon Im Oktober nach der Anzeige eines Verstoßes gegen die seit der Besatzungszeit kaum geänderten strengen Wahlkampfvorschriften zurück, nachdem sie Wähler mit Fächern beschenkt hatte. Das Verfahren wurde von der Staatsanwaltschaft Tokio aber im Dezember 2014 eingestellt, nachdem nicht eindeutig war, dass die Geschenke in direktem Bezug zu einer Wahl standen.
Von 2017 bis 2018 saß Matsushima dem Shūgiin-Umweltaausschuss vor, von 2019 bis 2020 dem Justizausschuss, danach bis 2021 dem Sonderausschuss für Verbraucherschutz (shōhisha mondai, wörtl. „Verbraucherprobleme“; 2009 eingerichtet).